# Franklin Raines
Franklin Delano Raines (sinh ngày 14 tháng 1 năm 1949) còn gọi là Frank Raines là giám đốc kinh doanh người Mỹ. Ông là cựu chủ tịch và giám đốc điều hành của Hiệp hội Thế chấp Quốc gia Liên bang, thường gọi là Fannie Mae, từng là giám đốc ngân sách của Nhà Trắng dưới thời Tổng thống Bill Clinton và là người Mỹ gốc Phi đầu tiên nắm giữ chức vụ này. Vai trò chính dẫn dắt Fannie Mae của ông đã bị soi xét kỹ lưỡng. Ông từng được mệnh danh là một trong "25 người đổ lỗi cho cuộc khủng hoảng tài chính" theo tạp chí Time.

## Thân thế
Raines chào đời tại Seattle, Washington, là con trai của một người lao công. tốt nghiệp Đại học Harvard, Trường Luật Harvard; và Trường Đại học Magdalen, Đại học Oxford, với tư cách là Học giả Rhodes.

## Sự nghiệp
Năm 1969, Raines lần đầu tiên làm việc trong lĩnh vực chính sách quốc gia, chuẩn bị bản báo cáo cho chính quyền Nixon về nguyên nhân và mô hình bất ổn của giới trẻ trên khắp đất nước liên quan đến chiến tranh Việt Nam. Ông phục vụ trong chính quyền Carter trên cương vị là phó giám đốc phụ trách kinh tế và chính phủ tại Cục quản lý Hành chính và Ngân sách và trợ lý giám đốc Ban Chính sách Nội địa Nhà Trắng từ năm 1977 đến năm 1979. Về sau, ông vào làm việc cho hãng Lazard Freres and Co. trong suốt 11 năm liền và trở thành đối tác chung. Năm 1991, ông trở thành phó chủ tịch Fannie Mae rồi rời bỏ chức danh này vào năm 1996 để gia nhập chính quyền Clinton trên cương vị giám đốc Cục quản lý Hành chính và Ngân sách Hoa Kỳ cho đến năm 1998. Năm 1999, ông quay trở lại làm giám đốc điều hành (CEO) cho Fannie Mae.
Ngày 21 tháng 12 năm 2004, Raines chấp nhận cái mà ông gọi là "nghỉ hưu sớm" khỏi chức Giám đốc điều hành của mình trong khi các nhà điều tra thuộc Ủy ban Giao dịch và Chứng khoán Hoa Kỳ tiếp tục điều tra những sai phạm kế toán bị cáo buộc. Ông bị Cục Giám sát Doanh nghiệp Nhà ở Liên bang (OFHEO) cơ quan quản lý của Fannie Mae, buộc tội tiếp tay cho các lỗi kế toán phổ biến, bao gồm việc chuyển lỗ để các giám đốc điều hành cấp cao, chẳng hạn như chính ông, có thể kiếm được nhiều khoản tiền thưởng. Năm 2006, OFHEO đã công bố một vụ kiện chống lại Raines để thu hồi một phần hoặc toàn bộ số tiền 90 triệu đô la đã thanh toán cho Raines dựa trên phần thu nhập bị phóng đại, ước tính ban đầu là 9 tỷ đô la nhưng theo như công bố là 6,3 tỷ đô la.
Những lời tố cáo dân sự do OFHEO đệ trình chống lại Raines và hai cựu giám đốc điều hành khác, theo đó OFHEO đòi 110 triệu đô la tiền phạt và 115 triệu đô la tiền thưởng do ba bị cáo trả lại. Ngày 18 tháng 4 năm 2008, chính phủ công bố sự dàn xếp với Raines cùng J. Timothy Howard, cựu giám đốc tài chính của Fannie và Leanne G. Spencer, cựu kiểm soát viên của Fannie đã bác bỏ những lời buộc tội này. Cả ba vị giám đốc điều hành này đều tiếp tục phủ nhận cáo buộc nhưng đồng ý thanh toán khoản tiền phạt tổng cộng khoảng 3 triệu đô la, số tiền này được các hợp đồng bảo hiểm của Fannie chi trả. Raines cũng đồng ý quyên góp cho tổ chức từ thiện số tiền thu được từ việc bán 1,8 triệu đô la cổ phiếu Fannie do công ty mới phát hành cho ông và từ bỏ quyền chọn cổ phiếu, trị giá 15,6 triệu đô la khi phát hành.
Thông cáo báo chí của OFHEO cho biết Raines còn từ bỏ "những lợi ích khác" ước tính trị giá 5,3 triệu đô la được cho là có liên quan đến khoản lương hưu và tiền thưởng bị bỏ qua của mình. Raines phủ nhận rằng ông từ bỏ bất kỳ lợi ích nào như vậy hoặc chi trả bất kỳ khoản tiền nào từ tiền túi của mình dành cho việc dàn xếp kiểu này. Một bài xã luận năm 2008 đăng trên tờ The Wall Street Journal đã gọi đây là "sự dàn xếp nhẹ nhàng" cho phép Raines và hai giám đốc điều hành khác "giữ lại phần lớn tài sản của họ". Riêng trong năm 2003, thù lao của Raines là hơn 20 triệu đô la.